# Vocaloid 1
«Vocaloid 1» — програмне забезпечення, що імітує голос і перший рушій у серії «Vocaloid». Його наступник «Vocaloid 2». Дана версія була створена як для англомовних так і для япономовних пісень.

## Історія
Однією з ранніх версій програми, пов'язаних з Vocaloid, був проект, що розроблений на початку 2000-х років у барселонському університеті Помпей Фабра з фінансуванням від компанії «Yamaha», під назвою «Elvis». Проте даний проект ніколи не був випущений, а його ключові моделі та ідеї лягли в основу продуктів «Vocaloid».
Компанія «Yamaha» приступила до розробки Vocaloid у березні 2000 року і уперше анонсувала програму на німецькій ярмарку «Musikmesse», що проходив 5—9 березня 2003 року. Спочатку проект називався «Daisy», але з проблемами з авторським правом (з піснею «Daisy Bell») назву змінили на «Vocaloid».
3 березня 2004 року були випущені перші продукти «Vocaloid» — Leon (укр. Леон) та Lola (укр. Лола), розроблені студією «Zero-G» як віртуальні вокалісти. 15 січня 2004 року Леон і Лола уперше виступили на виставці «NAMM Show». Леон і Лола також були презентовані на стенді «Zero-G Limited» упродовж «Wired Nextfest» і були нагороджені «Digital Musician Editor» 2005 року. 2004 року Zero-G випустили Miriam (укр. Міріам), з голосом Міріам Стоклі, а «Crypton Future Media» — Meiko (укр. Мейко), що була розроблена компанією «Yamaha». У червні 2005 компанія «Yamaha» модернізувала рушій до версії 1.1. А пізніше був випущений патч, щоб оновити усі системи до Vocaloid 1.1.2, додавши нові функції в програмному забезпеченні, хоча були відмінності між вихідними результатами рушія. У період з 2004 по 2005 рік було випущено всього 5 продуктів. Також відзначається, що перші голоси Vocaloid були хриплими, чим пізніші версії, де голоси були ніжніші.
До виходу «Cantor», у «Vocaloid» як нової технології не було конкурентів.
«Vocaloid» мав лише англійський інтерфейс, і йому не вистачало японської версії, хоч і мав японську фонетику. Версії програми відрізнялися лише кольором та логотипом. Станом на 2011 рік дана версія програми більше не підтримується і оновлюватися виробником, а усі продукти — 1 січня 2014 року.

## Продукти
Усього було випущено 5 продуктів для цієї версії програми.

### Леон
Чоловічий англомовний вокал, що був випущений 15 січня 2004 року як віртуальний соул-співак. Про донора голосу відомо лише те, що він був британським чорношкірим співаком. Леон, як Лола, має британський акцент та має расові особливості, щоб найкраще відповідати жанру соул.

### Лола
Жіночий англомовний вокал випущений разом з Леоном 15 січня 2004 року. Лола була відзначена за її глибокий тон та вважається найкращим з двох віртуальних соул-вокалістів. Нічого не відомо постачальника її голосі, за винятком, що це була чорна співачка з Великої Британії, чиї корені тягнуться з Карибів.
Відомо, що Лола має найстаріші роботи на сайті Nico Nico Douga з усіх «Vocaloid». Вона також використовується Сусумі Хірасава на різних треках до фільму «Паприка».

### Міріам
Жіночий англомовний вокал, що оснований на голос Міріам Стокле. Був випущений 1 липня 2004 року і є поліпшеною версією з ніжніший вокалом у порівнянні з Леоном і Лолою. Вона вважається найсильнішою англійської віртуальною співачкою для цієї версії програми.

### Мейко
Мейко перша віртуальна співачка, що розроблена «Yamaha» та випущена 5 листопада 2004 року. Її кодове ім'я «HANAKO», та була найуспішнішою для даної версії програми.

### Кайто
Безкоштовний чоловічий вокал для Мейка, що розроблений «Yamaha» та випущений 17 лютого 2006 року для японської версії програмного забезпечення. Його кодова назва «TARO». Спочатку Кайто був визнаний як комерційний провал, однак у 2008 році став одним з популярних продуктів «Vocaloid».

## Прийом
Рецензенти, такі як Майкл Стайп з R. E. M. і хвалили програму, коли її вперше було анонсовано у 2003 році. Стайп зазначив, що одним з найкорисніших аспектів програми було те, що вона дає співакам спосіб зберегти їх голоси на майбутнє, якщо вони втратять свої власні, і за допомогою цієї технології зможуть повернути свої голоси. Однак, постачальник голосу для «MIRIAM», Міріам Стоклі, погодився у тому, що немає сенсу боротися з прогресом та зазначила, що було мало контролю над тим як її голос буде використовуватися в чужих руках.
Спочатку продукти продавалися погано. Генеральний директор компанії «Crypton Future Media» поясний це відсутністю загальної зацікавленості як до продуктів «Vocaloid» так і до програмного забезпечення. Що стосується розробки англійської версії програмного забезпечення, то багато студії, коли зверталися до «Crypton Future Media», щодо розробки англійських програм, то початково не мав ніякого інтересу до програмного забезпечення, а один конкретний представник компанії назвав це «іграшкою». Також невдачі спіткали продажі Леон і Лоли в США через їх британський акцент.